# اعترافات یک پلیس زن
اعترافات یک پلیس زن (انگلیسی: Confessions of a Lady Cop) یک کمدی سکسی سبک ایتالیایی به کارگردانی میکله ماسیمو تارنتینی است که در سال ۱۹۷۶ منتشر شد.

## بازیگران
- ادویژ فنش
- جیجی بالیستا
- آلوارو ویتالی
- ماریو کاروتنوتو
- جانفرانکو دانجلو
- میکله گامینو
- جوزپه پامبیری
- ریکاردو گارونه
- فرانچسکو موله
- گاستونه پسکوچی
- نلو پاتزافینی
- جینو پانیانی
- فورتوناتو آرنا